# Маккуорі (озеро)
Маккуорі або Аваба (англ. Lake Macquarie) — солоне озеро на сході Австралії у штаті Новий Південний Уельс.
Маккуорі є найбільшим прибережним озером з солоною водою (лагуною) в Австралії. Розташоване в регіоні Хантер Нового Південного Уельсу, воно займає площу в 110 квадратних кілометрів і з'єднане з Тасмановим морем коротким каналом. Більшість жителів міста Лейк-Маккуорі живе біля берегів озера.
Озеро Маккуорі вдвічі більше, ніж затока Порт-Джексон і є однією з найбільших лагун з солоною водою в Південній півкулі. Лагуна трохи менша, ніж затока Порт-Стефенс, яка знаходиться за 43 кілометри на північний схід від неї.

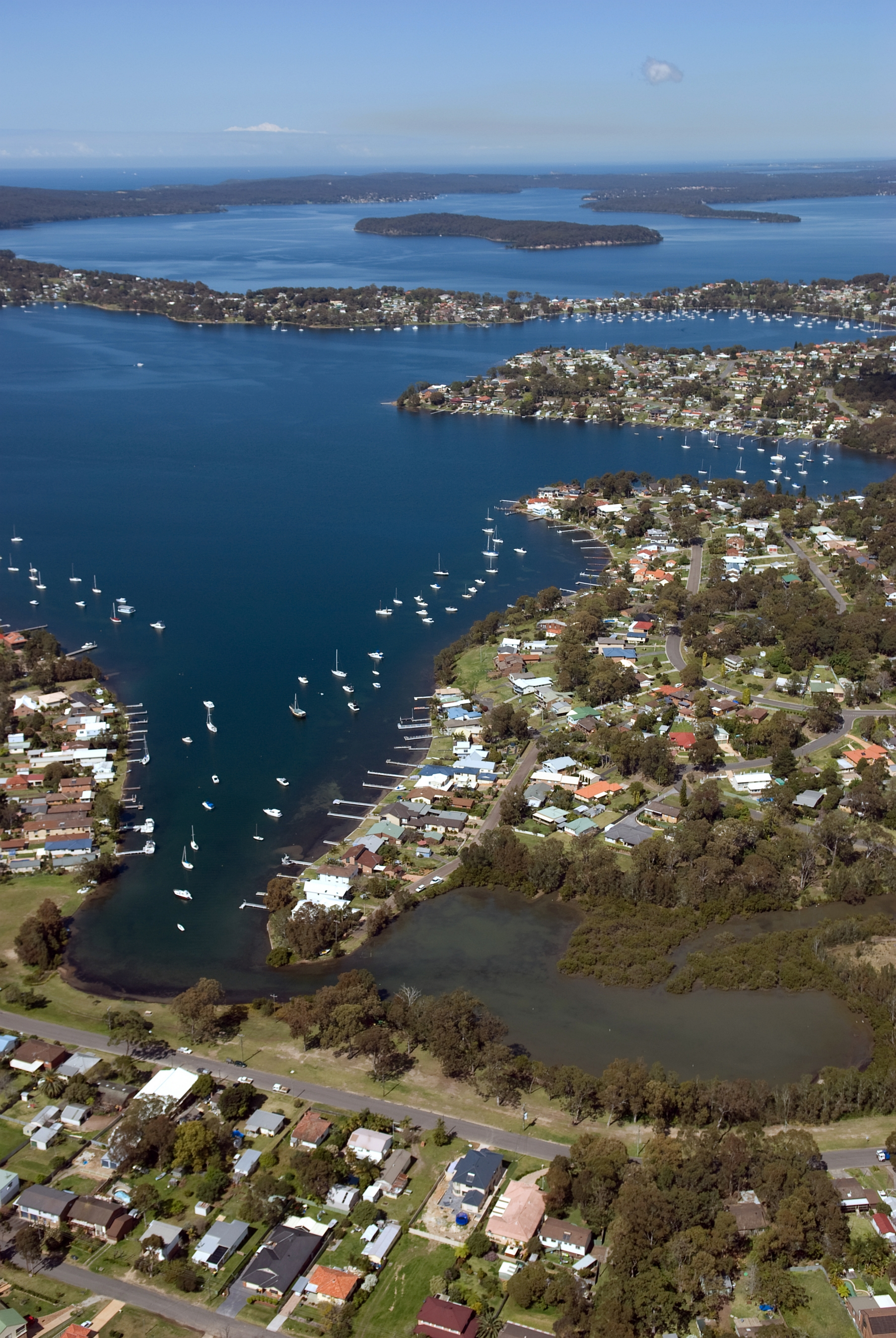
Озеро Маккуорі з повітря

## Історія
Аборигени народу авакакалу жили в районі, що оточує Маккуорі, тисячі років. Назва Авабі, що означає «рівна поверхня», використовувалася для опису озера.
Європейці вперше натрапили на озеро 1800 року, коли капітан Вільям Рейд був відправлений з Сіднею, щоб отримати вантаж вугілля з гавані Ньюкасла. Рейд помилився і потрапив в озеро, а не в річку. Назва «Помилка Рейда» зберігалася до 1826 року, коли озеро було перейменовано на честь губернатора Лаклана Маккуорі.

## Географія і довкілля
Озеро має неправильну форму, і суша, що відокремлює його від океану, має ширину всього кілька кілометрів. Озеро має кілька низьких та невеликих піщаних острівців, деякі з яких згруповані біля гирла, однак острів Пулбах, південніше Свонсі, є великим островом, зі скелястих круч якого відкривається гарний вид.
Озеро Маккуорі пов'язане з морем двома каналами — Свонсі і Лейк-Ентранс. Канал Свонсі має ширину близько 380 метрів і довжину 2 кілометри. Він з'єднується з входом в озеро, ширина якого становить близько 900 метрів та 2,2 кілометри у мостів Свонсі. Мости підйомні, це дозволяє яхтам і іншим великим прогулянковим судам входити і виходити з озера.

### Важлива орнітологічна територія

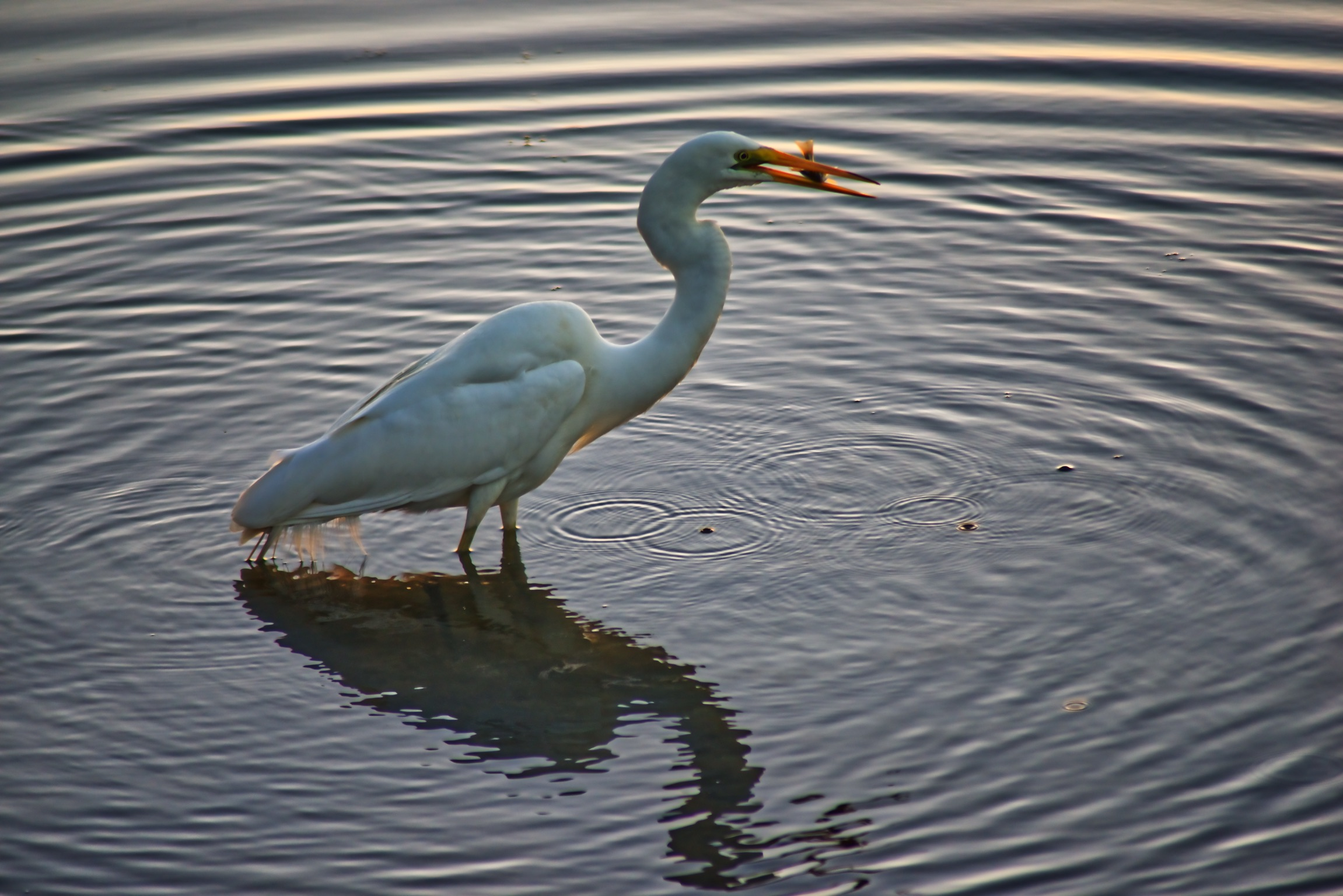
Ardea alba modesta ловить рибу в озері Маккуорі

Фрагменти евкаліптових лісів на південних околицях озера були ідентифіковані BirdLife International як важлива орнітологічна територія площею 121 км², тому що вони підтримують значну кількість Lathamus discolor та Anthochaera phrygia, які знаходяться під загрозою зникнення, у роки, коли Eucalyptus robusta та інші бажані види дерев цвітуть. Тут також регулярно гніздяться скопи та Tyto novaehollandiae.

### Острів Пулбах
Природний заповідник острова Пулбах — заповідник площею 68 гектарів, розташований в південній частині озера. Острів довжиною близько 1,6 км є, безумовно, найбільшим островом озера Маккуорі.
Острів знаходиться у веденні Служби національних парків і дикої природи штату Новий Південний Уельс. На острові немає постійних будівель і він безлюдний. Кенгуру та коали були завезені на острів на початку 1900-х років, але вони були винищені браконьєрами.
Для народу авабакал острів Пулбах є священним місцем.

### Відпочинок
Риболовля, катання на човнах та водних лижах — все це популярні розваги на озері. Зростає популярність каякінгу. На озері багато яхт-клубів, тому вітрильний спорт тут також популярний.